# Grandpuits-Bailly-Carrois
Grandpuits-Bailly-Carrois is een gemeente in het Franse departement Seine-et-Marne (regio Île-de-France) en telt 953 inwoners (1999). De plaats maakt deel uit van het arrondissement Melun.

## Geografie
De oppervlakte van Grandpuits-Bailly-Carrois bedraagt 24,8 km², de bevolkingsdichtheid is 38,4 inwoners per km².
De onderstaande kaart toont de ligging van Grandpuits-Bailly-Carrois met de belangrijkste infrastructuur en aangrenzende gemeenten.

## Demografie
Onderstaande figuur toont het verloop van het inwonertal (bron: INSEE-tellingen).

1. ↑  Populations de référence 2022.